# Bogdan Toboła
Bogdan Marian Franciszek Toboła (ur. 5 sierpnia 1924 w Ostrzeszowie, zm. 19 listopada 2003 w Pile) – pedagog i budowniczy w Pile, odznaczony Krzyżem Kawalerskim Orderu Odrodzenia Polski, Honorowy Obywatel Miasta Piły.

## Młodość
Był synem Franciszka Toboły i Heleny Anny Antoniny Kurzawskiej. Jego ojciec był uczestnikiem powstania wielkopolskiego (1918–1919) oraz w II i III powstania śląskiego (1920–1921), burmistrzem w Mikstacie w okresie międzywojennym (1929–1939) oraz pierwszym powojennym prezydentem miasta Piły (1945-1947).

## Wojna
W czasie wojny pracował w Urzędzie Miasta Mikstatu. W tym też mieście pod okupacją w lutym 1941 r. przyłączył się do ruchu oporu, gdzie mając stopień szeregowego działał pod pseudonimem "Daniel": najpierw w Tajnej Organizacji Wojskowej, późniejszym Związku Walki Zbrojnej, w końcu Armii Krajowej. Pełnił funkcje łącznika, uczestniczył w akcjach sabotażowych i działalności legalizacyjnej (wystawianie kenkart, przepustek, kart żywnościowych itp.). Aresztowany w lipcu 1944 r. i zesłany do obozu pracy przymusowej Miłkowice-Strachocice, gdzie pracował w Organizacji Todt'a dla wojska niemieckiego, skąd uciekł w grudniu 1944 r. Brał udział w akcji AK "Burza" (Mikstat, styczeń 1945 r.).
Za działalność wojenną Toboła był odznaczony:
- Medalem Wojska (przez Ministerstwo Obrony Narodowej, Londyn 1948 r.),
- Krzyżem Partyzanckim (przez Radę Państwa, Warszawa 1982 r.),
- Krzyżem Armii Krajowej (Londyn 1983 r.),
- Krzyżem Weterana Walki o Niepodległość przez Kierownika Urzędu do spraw Kombatantów i Osób Represjonowanych (Warszawa 1995 r.),
- Patentem "Weterana Walk o Wolność i Niepodległość Ojczyzny" (przez Radę Ministrów) oraz stopniem kapitana Wojska Polskiego (Warszawa 1999),
- Krzyżem Kawalerskim Orderu Odrodzenia Polski (kiedy?).

Od 1990 r. Toboła był członkiem Światowego Związku Żołnierzy Armii Krajowej.

## Student i nauczyciel
Bogdan Toboła przybył do Piły w sierpniu 1945 r. Od 1946 r. studiował w Poznaniu na Wyższej Szkole Inżynierskiej (późniejszej Politechnice Poznańskiej), którą ukończył w 1950 r. z tytułem inżyniera budownictwa lądowego. Na studiach podjął pracę, początkowo w Urzędzie Miasta Piły, od 1947 r. jako nauczyciel w dwóch pilskich szkołach. Do 1949 r. uczył w Liceum Ogólnokształcącym (później połączonym z Gimnazjum) matematyki, fizyki i chemii, a w Zespole Szkół Gastronomicznych – fizyki (do 1950 r.). Od września 1948 r. był kierownikiem budowy nowego budynku dla Gimnazjum i Liceum Ogólnokształcącego w Pile (przy ul. Wincentego Pola). Był twórcą nowych pracowni fizyki i chemii w tej szkole.
W 1963 r. zaliczył studium ekonomiczne PTE w Warszawie, w 1968 r. – studium pedagogiczne z dyplomem kwalifikacyjnym nauczyciela szkół zawodowych.
W roku 1963 inż. Toboła zainicjował organizację Zespołu Szkół Budowlanych w Pile (ul. Kilińskiego), składające się z Zasadniczej Szkoły Budowlanej, Technikum Budowlanego dla Pracujących, Średniej Szkoły Zawodowej oraz Szkoły Mistrzów. Został pierwszym dyrektorem Zespołu (1963-1975), w tym samym czasie był tam nauczycielem. W latach 70. ZSB w Pile posiadał 15 klasopracowni, 30 nauczycieli dydaktycznych, bibliotekę szkolną, salę gimnastyczną, świetlicę, gabinet lekarski oraz liczbę ok. 620 uczniów. Bogdan Toboła był też współorganizatorem Technikum Drogowego, razem z dr. Żmidzińskim. W roku przejścia Toboły na emeryturę (1978) utworzone zostało Technikum Budowlane Dzienne.

## Budowniczy
Jeszcze w czasie studiów budownictwa lądowego, będąc nauczycielem, uczestniczył także w odbudowie innych obiektów budowlanych w Pile (m.in. Zakłady Przemysłowe, Zakłady Naprawcze Taboru Kolejowego, Liceum Handlowe). Po ukończeniu studiów krótko pracował w Nowej Hucie w Krakowie. Po powrocie do Piły został członkiem Zjednoczenia Budownictwa Miejskiego Zarządu Budowlanego nr 11 w Pile. Jeszcze w 1950 r. podjął pracę w Pilskim Przedsiębiorstwie Budowlanym – Kombinacie Budowlanym Piła, gdzie pełnił różne stanowiska. W 1958 r. otrzymał uprawnienia budowlane w zakresie konstrukcji i instalacji. Od 1962 r. był dyrektorem naczelnym Kombinatu. W 1978 r. przeszedł na emeryturę.
Jako kierownik budowlany, uczestniczył w odbudowie dziesiątków zniszczonych zakładów pracy, fabryk, innych budynków użyteczności publicznej (lata 50.), w budowie i rozbudowie budynków mieszkalnych i osiedli mieszkalnych (lata 60. i 70.) itp.
Jego projektu są m.in. budowle (budynki):
- klasztoru przy kościele pw. św. Antoniego, wraz z wykonaniem (1957-1959),
- Domu Kultury (w tym także scena),
- pierwszy budynek Spółdzielni Mieszkaniowej na ul. Śródmiejskiej,
- Szkoły Muzycznej (wraz z salą widowiskową),
- pogotowia ratunkowego (późniejszego szpitala),
- wieży telewizyjnej o wysokości 108 m.

Odbudowa powojenna oraz budowa nowych obiektów mieszkalnych wymagały dużej ilości wykwalifikowanej kadry. Inż. Toboła zorganizował szkółki murarskie, ale te nie spełniły potrzeb. Stąd wyszedł pomysł budowy Zespołu Szkół Budowlanych. Można powiedzieć, że odbudowa i rozbudowa Piły miała odbywała się dzięki uczniom Szkoły na praktykach zawodowych.

## Na emeryturze
Od 1972 r. Toboła był biegłym z zakresu szacowania nieruchomości na liście biegłych Wojewody Poznańskiego, a od 1975 roku Wojewody Pilskiego (aż do 1998 r.). W 1993 r. ukończył studium podyplomowe z szacowania nieruchomości na Akademii Rolniczo-Technicznej w Olsztynie. Był też biegłym sądowym w zakresie konstrukcji i wykonawstwa budowlanego przy Sądzie Wojewódzkim w Pile (1972–1976). W latach 1979–1989 był przewodniczącym Wojewódzkiego Klubu Dobrej Roboty NOT w Pile. Był też członkiem Polskiego Stowarzyszenia Rzeczoznawców i Wyceny Nieruchomości od chwili powstania w 1990 r.
Przez kilka lat począwszy od 1979 r. był członkiem Zarządu Ogrodów Działkowych im. St. Staszica w Pile. Współzałożyciel i członek od 1983 r. Towarzystwa Miłośników Miasta Piły, zajmował się upiększaniem miasta przez organizowanie konkursów balkonów i ogródków przydomowych. Zajmował się najnowszymi dziejami miasta, dokumentował na taśmach foto i video uroczystości państwowe, religijne i patriotyczne. Ukochanie miasta przekazywał młodym podczas licznych spotkań z nimi.
Od 1979 r. działał w Polskim Związku Emerytów Rencistów i Inwalidów, w 1981 r. został przewodniczącym Zarządu Wojewódzkiego, jednocześnie będąc do 1990 r. członkiem Zarządu Głównego w Warszawie. Od 13 listopada 1999 r. Członek Honorowy Związku, w uznaniu wybitnych zasług.
4 marca 1999 roku decyzją prezydenta Miasta Piły inż. Bogdan Toboła został wpisany do Księgi Pamiątkowej Miasta jako zasłużony dla miasta Piły oraz pierwszy budowniczy Piły, w podziękowaniu za jego wkład w odbudowie i budowie zakładów przemysłowych i osiedli mieszkaniowych. Był laureatem plebiscytu mieszkańców "Pilanin XX wieku" w 2000 roku. 27 stycznia 2004 r. pośmiertnie odznaczony godnością Honorowego Obywatela Miasta Piły.
Z małżonką Gertrudą Pietz dożyli 50-lecia pożycia małżeńskiego.

## Źródła bibliograficzne
Źródłem informacji zawartych w niniejszym artykule są:
- Bogdan Toboła, Autobiografia (niepubl.),
- biogram honorowego obywatela Miasta Piły, Bogdana Toboły. pila.pl. [zarchiwizowane z tego adresu (2006-10-14)].
- informacje od członków rodziny.